# آرش قادری (بازیکن فوتبال)
آرش قادری (زادهٔ ۱ اکتبر ۱۹۹۸)، بازیکن فوتبال اهل ایران است که در پست مدافع برای باشگاه فوتبال ذوب‌آهن بازی می‌کند.

## آمار باشگاهی
تا تاریخ ۲۱ دی ۱۴۰۱
| باشگاه                       | دسته       | فصل        | لیگ برتر | لیگ برتر | جام حذفی | جام حذفی | آسیا | آسیا | سوپر جام | سوپر جام | مجموع | مجموع |
| باشگاه                       | دسته       | فصل        | بازی     | گل       | بازی     | گل       | بازی | گل   | بازی     | گل       | بازی  | گل    |
| ---------------------------- | ---------- | ---------- | -------- | -------- | -------- | -------- | ---- | ---- | -------- | -------- | ----- | ----- |
| باشگاه فوتبال آلومینیوم اراک | لیگ برتر   | ۹۵–۱۳۹۴    | ۳        | ۰        | ۰        | ۰        | ۰    | ۰    | ۰        | ۰        | ۳     | ۰     |
| باشگاه فوتبال آلومینیوم اراک | لیگ برتر   | ۹۶–۱۳۹۵    | ۲        | ۰        | ۰        | ۰        | ۰    | ۰    | ۰        | ۰        | ۲     | ۰     |
| باشگاه فوتبال آلومینیوم اراک | لیگ برتر   | ۹۷–۱۳۹۶    | ۴        | ۰        | ۰        | ۰        | ۰    | ۰    | ۰        | ۰        | ۴     | ۰     |
| باشگاه فوتبال آلومینیوم اراک | مجموع      | مجموع      | ۹        | ۰        | ۰        | ۰        | ۰    | ۰    | ۰        | ۰        | ۹     | ۰     |
| باشگاه فوتبال پیکان          | لیگ برتر   | ۹۸–۱۳۹۷    | ۱۵       | ۰        | ۲        | ۱        | ۰    | ۰    | ۰        | ۰        | ۱۷    | ۱     |
| باشگاه فوتبال پیکان          | لیگ برتر   | ۹۹–۱۳۹۸    | ۲۱       | ۴        | ۱        | ۰        | ۰    | ۰    | ۰        | ۰        | ۲۲    | ۴     |
| باشگاه فوتبال پیکان          | مجموع      | مجموع      | ۳۶       | ۴        | ۳        | ۱        | ۰    | ۰    | ۰        | ۰        | ۳۹    | ۵     |
| باشگاه فوتبال تراکتورسازی    | لیگ برتر   | ۹۹–۱۳۹۸    | ۰        | ۰        | ۰        | ۰        | ۴    | ۰    | ۰        | ۰        | ۴     | ۰     |
| باشگاه فوتبال تراکتورسازی    | لیگ برتر   | ۰۰–۱۳۹۹    | ۱۱       | ۰        | ۱        | ۰        | ۵    | ۰    | ۱        | ۰        | ۱۸    | ۰     |
| باشگاه فوتبال تراکتورسازی    | لیگ برتر   | ۰۱–۱۴۰۰    | ۱۵       | ۱        | ۲        | ۱        | ۰    | ۰    | ۱        | ۰        | ۱۸    | ۲     |
| باشگاه فوتبال تراکتورسازی    | مجموع      | مجموع      | ۲۶       | ۱        | ۳        | ۱        | ۹    | ۰    | ۲        | ۰        | ۴۰    | ۲     |
| ذوب آهن                      | لیگ برتر   | ۰۲–۱۴۰۱    | ۱۵       | ۰        | ۱        | ۰        | ۰    | ۰    | ۱        | ۰        | ۱۷    | ۰     |
| ذوب آهن                      | مجموع      | مجموع      | ۱۵       | ۰        | ۱        | ۰        | ۰    | ۰    | ۱        | ۰        | ۱۷    | ۰     |
| مجموع آمار                   | مجموع آمار | مجموع آمار | ۸۶       | ۵        | ۷        | ۲        | ۹    | ۰    | ۳        | ۰        | ۱۰۵   | ۷     |

## دوران باشگاهی
آلومینیوم اراک
قادری فوتبال حرفه ای خود را از باشگاه فوتبال آلومینیوم اراک شروع کرد و یک فصل در این تیم حضور داشت.

### پیکان
وی اولین بازی خود در لیگ برتر خلیج فارس را در هفته دهم لیگ برتر فوتبال ایران ۹۹–۱۳۹۸، مقابل باشگاه فوتبال سایپا انجام داد.
تراکتور سازی
در سال ۲۰۱۹ با قراردادی به مدت دو سال به باشگاه فوتبال تراکتورسازی تبریز تیم پر طرفدار لیگ برتری پیوست و در این دو فصل بازی‌های خوبی برای این باشگاه انجام داد.
ذوب‌آهن
در فصل جدید با قرار دادی به باشگاه قدیمی و پرافتخار ذوب آهن پیوست که سرمربی با تجربه ایی به نام محمد ربیعی در این فصل مشغول به مربی گری است و قادری یکی از مدافعان ثابت این مربی می‌باشد.